# Daniela Ulbing
Daniela Ulbing, née le 27 février 1998 est une snowboardeuse autrichienne. En 2017, elle remporte une médaille d'or en slalom parallèle lors des Championnats du monde de snowboard. Elle fait partie de l'équipe olympique autrichienne pour les jeux olympiques d'hiver de 2018 à Pyeongchang

## Palmarès

### Jeux olympiques
- Pékin 2022 :  Médaille d'argent en slalom géant parallèle.

### Championnats du monde
- Sierra Nevada 2017 :  Médaille d'or en slalom parallèle.
- Bakouriani 2023 :   Médaille d'argent en slalom géant parallèle.

### Coupe du monde
- 1 petit globe de cristal :
  - Vainqueur du classement slalom parallèle en 2017.
- 13 podiums 5 victoires.

#### Détails des victoires
| Épreuve / Édition | Slalom parallèle | Slalom géant parallèle |
| ----------------- | ---------------- | ---------------------- |
| 2016-2017         | Bad Gastein      |                        |
| 2020-2021         | Moscou           |                        |
| 2021-2022         | Bad Gastein      | Carezza                |
| 2022-2023         | Bad Gastein      |                        |